# Барон Харлек

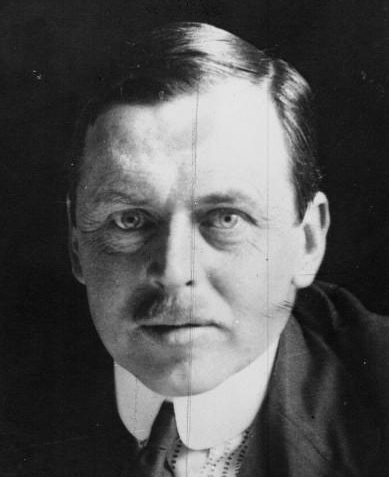
Ормсби-Гор, Джордж, 4-й барон Харлек (1885—1964)

Барон Харлек из Харлека в графстве Мерионетшир — наследственный титул в системе Пэрства Соединённого Королевства. Он был создан 14 января 1876 года для консервативного политика Джона Ормсби-Гора (1816—1876), с правом наследования для его младшего брата Уильяма. Ранее он представлял в Палате общин Великобритании Карнарвоншир (1837—1841) и Северной Шропшир (1859—1876). Джон Ормсби-Гор был старшим сыном Уильяма Ормсби-Гора (1779—1860), депутата парламента от графства Литрим (1806—1807), Карнарвона (1830—1831) и Северного Шропшира (1837—1857), и потомком Уильяма Гора, третьего (младшего) сэра Артура Гор, 1-го баронета из Ньютауна (ок. 1640—1697), второго сына сэра Пола Гора, 1-го баронета из Магхерабегга (1567—1629), чей старший сын Пол был дедом Артура Гора, 1-го графа Аррана (1703—1773).
Лорду Харлеку наследовал его младший брат, Уильям Ормсби-Гор, 2-й барон Харлек (1819—1904). Консервативный политик, он представлял в Палате общин графство Слайго (1841—1852) и Литрим (1858—1876), а также служил в качестве лорда-наместника Литрима (1878—1904). Его сын, Джордж Ральф Чарльз Ормсби-Гор, 3-й барон Харлек (1855—1938), представлял Озуэстри в Палате общин от консервативной партии (1901—1904), а также служил лордом-наместником графства Литрим (1904—1922) и Мерионетшир (1927—1938). Его преемником стал его сын, Уильям Джордж Артур Ормсби-Гор, 4-й барон Харлек (1885—1964). Он был консервативным политиком, заседал в Палате общин от Денби (1910—1918) и Стаффорда (1918—1938), а также занимал должности заместителя министра по делам колоний (1922—1924, 1924—1929), генерального почтмейстера (1831), первого комиссара общественных работ (1931—1936), министра по делам колоний (1936—1938), верховного комиссара Южной Африки (1941—1944) и лорда-наместника Мерионетшира (1938—1957). Его второй сын, Дэвид Ормсби-Гор, 5-й барон Харлек (1918—1985), был консервативным политиком и дипломатом. Он заседал в Палате общин от Озуэстри (1950—1961), занимал должности парламентского заместителя министра иностранных дел (1956—1957), министра иностранных дел (1957—1961) и посла Великобритании в США (1961—1965).
По состоянию на 2024 год носителем титула являлся его внук, Джассет Дэвид Коди Ормсби-Гор, 7-й барон Харлек (род. 1986), который стал преемником своего отца в 2016 году.
Независимая телевизионная компания «HTV», теперь известная как «ITV Wales & West», была создана Дэвидом Ормсби-Гором, 5-м бароном Харлеком. Первоначально до 1970 года эта компания называлась «Harlech Television».
Семейная резиденция баронов Харлек — Glyn Cywarch, недалеко от деревни Талсарнай, в Гуинете (Уэльс). Прежней семейной резиденцией был Брогинтим-Холл в окрестностях Озуэстри в графстве Шропшир.

## Бароны Харлек (1876)
- 1876—1876: Джон Ральф Ормсби-Гор, 1-й барон Харлек[англ.] (3 июня 1816 — 15 июня 1876), старший сын политика Уильяма Ормсби-Гора[англ.] (1779—1860)[1]
- 1876—1904: Уильям Ричард Ормсби-Гор, 2-й барон Харлек[англ.] (3 марта 1819 — 26 июня 1904), младший брат предыдущего[2]
- 1904—1938: Джордж Ральф Чарльз Ормсби-Гор, 3-й барон Харлек[англ.] (21 января 1855 — 8 мая 1938), второй сын предыдущего[3]
- 1938—1964: Уильям Джордж Артур Ормсби-Гор, 4-й барон Харлек[англ.] (11 апреля 1885 — 14 февраля 1964), единственный сын предыдущего[4]
- 1964—1985: Уильям Дэвид Ормсби-Гор, 5-й барон Харлек (20 мая 1918 — 26 января 1985), второй сын предыдущего[5]
- 1985—2016: Фрэнсис Дэвид Ормсби-Гор, 6-й барон Харлек[англ.] (13 марта 1954 — 1 февраля 2016), второй (младший) сын предыдущего от первого брака[6]
- 2016 — настоящее время: Джассет Дэвид Коди Ормсби-Гор, 7-й барон Харлек (род. 1 июля 1986), единственный сын предыдущего[7].